# 第1855部隊
第1855部隊是屬於大日本帝國陸軍北支那軍防疫給水部的人體實驗單位，1938年至1945年駐紮於中華民國北平市。

## 概述
第1855部隊於1938年由北支那軍建立。該部隊位於天壇附近的據點，約有2000名工作人員。部隊的指揮官是外科醫生尼西穆拉上校，直接向石井四郎在731部隊匯報。
據朝鮮翻譯官崔亨士的證詞（他於1942年至1943年間在第1855部隊工作），該部隊對中國人和在華朝鮮人進行鼠疫、霍亂和斑疹傷寒的實驗
口述道：「我到達時，已有約一百名囚犯在囚室內。每當日本醫生與被測者接觸時，總是通過翻譯進行。被測對象被感染了鼠疫、霍亂和斑疹傷寒。未感染者則被關在不同的房間。房間內有大鏡子，以便更好地觀察正在接受測試的人。我透過麥克風與囚犯交談，透過玻璃窗口翻譯醫生的問題：「你有腹瀉嗎？你頭痛嗎？你感覺冷嗎？」醫生們詳細記錄所有答案。在斑疹傷寒實驗中，十個人被迫飲用細菌混合物，其中五人接種了疫苗。這兩組人分開。結果疫苗對五名接種者均有效，而另外五名則極度痛苦。在鼠疫測試中，囚犯們發高燒顫抖，痛苦不堪直至死亡。據我所見，每天都有一人喪命。」
據估計，第1855部隊在1938年至1945年間造成了約1000人死亡。
該部隊在1945年日本戰敗時從北平撤離，中國軍隊接收該建築，並未被摧毀，至1996年仍然存在。

## 分部
第1855部隊在济南設有一個分部，兼具監獄和實驗中心。